# The Paths of King Nikola 2007
The Paths of King Nikola 2007, tredicesima edizione della corsa, valida come evento del circuito UCI Europe Tour 2007 categoria 2.2, si svolse in quattro tappe dal 21 al 24 marzo 2007 con partenza da Herceg Novi ed arrivo a Cettigne per un percorso totale di 668 km. Fu vinta dallo sloveno Mitja Mahorič, che terminò la gara in 17 ore 19 minuti e 59 secondi alla media di 38,53 km/h.
Al traguardo finale di Cettigne 49 ciclisti conclusero la gara.

## Tappe
| Tappa  | Data     | Percorso               | km  | Vincitore di tappa | Leader cl. generale |
| ------ | -------- | ---------------------- | --- | ------------------ | ------------------- |
| 1ª     | 21 marzo | Herceg Novi > Dulcigno | 152 | Matej Stare        | Matej Stare         |
| 2ª     | 22 marzo | Dulcigno > Antivari    | 196 | Vladimir Kerkez    | Mitja Mahorič       |
| 3ª     | 23 marzo | Antivari > Nikšić      | 139 | Aleksej Ščebelin   | Mitja Mahorič       |
| 4ª     | 24 marzo | Nikšić > Cettigne      | 181 | Petar Panayotov    | Mitja Mahorič       |
| Totale | Totale   | Totale                 | 668 |                    |                     |

## Squadre partecipanti
| N.    | Cod. | Squadra                      |
| ----- | ---- | ---------------------------- |
| 1-5   | PER  | Perutnina Ptuj               |
| 6-10  | CEO  | Cinelli-Endeka-OPD           |
| 11-15 | SAK  | Sava                         |
| 16-20 | PSK  | PSK Whirlpool-Hradec Králové |
| 21-25 | PNB  | P-Nívó-Betonexpressz 2000    |
| 26-30 | CCB  | Cycling Club Bourgas         |
| 31-35 |      | Isle of Man                  |
| 36-40 |      | Kocaeli Brisa Spor           |
| 41-45 |      | ARBÖ Denzel Cliff            |
| 46-50 |      | Athleticum                   |
| 51-55 |      | Puris Kamen                  |

| N.      | Cod. | Squadra                  |
| ------- | ---- | ------------------------ |
| 56-60   | GLU  | Glud & Marstrand-Horsens |
| 61-65   | DUK  | Kemo-Dukla Trenčín       |
| 66-70   |      | Massi Team Euronics      |
| 71-75   | LOB  | Loborika Favorit Team    |
| 76-80   | SRB  | Serbia                   |
| 81-85   | RAR  | Radenska PowerBar        |
| 86-90   | BIH  | Bosnia ed Erzegovina     |
| 91-95   |      | Profiline                |
| 96-100  | BUL  | Bulgaria                 |
| 101-105 | ROU  | Romania                  |
| 106-110 | MNE  | Montenegro               |

## Dettagli delle tappe

### 1ª tappa
- 21 marzo: Herceg Novi > Dulcigno – 152 km

Risultati
| Pos. | Corridore        | Squadra        | Tempo    |
| ---- | ---------------- | -------------- | -------- |
| 1    | Matej Stare      | Perutnina Ptuj | 3h14'39" |
| 2    | Mitja Mahorič    | Perutnina Ptuj | s.t.     |
| 3    | Oleksandr Kvačuk | Cinelli-Endeka | a 1'43"  |

| Pos. | Corridore        | Squadra        | Tempo    |
| ---- | ---------------- | -------------- | -------- |
| 1    | Matej Stare      | Perutnina Ptuj | 3h14'27" |
| 2    | Mitja Mahorič    | Perutnina Ptuj | s.t.     |
| 3    | Oleksandr Kvačuk | Cinelli-Endeka | a 1'51"  |

### 2ª tappa
- 22 marzo: Dulcigno > Antivari – 196 km

Risultati
| Pos. | Corridore       | Squadra        | Tempo    |
| ---- | --------------- | -------------- | -------- |
| 1    | Vladimir Kerkez | Sava           | 5h21'57" |
| 2    | Mitja Mahorič   | Perutnina Ptuj | s.t.     |
| 3    | Kristjan Fajt   | Radenska       | a 2'17"  |

| Pos. | Corridore        | Squadra        | Tempo    |
| ---- | ---------------- | -------------- | -------- |
| 1    | Mitja Mahorič    | Perutnina Ptuj | 8h36'16" |
| 2    | Vladimir Kerkez  | Sava           | a 2'53"  |
| 3    | Oleksandr Kvačuk | Cinelli-Endeka | a 4'16"  |

### 3ª tappa
- 23 marzo: Antivari > Nikšić – 139 km

Risultati
| Pos. | Corridore        | Squadra        | Tempo    |
| ---- | ---------------- | -------------- | -------- |
| 1    | Aleksej Ščebelin | Cinelli-Endeka | 3h41'43" |
| 2    | Mitja Mahorič    | Perutnina Ptuj | a 1'33"  |
| 3    | Radek Becka      | PSK Whirlpool  | s.t.     |

| Pos. | Corridore        | Squadra        | Tempo     |
| ---- | ---------------- | -------------- | --------- |
| 1    | Mitja Mahorič    | Perutnina Ptuj | 12h19'26" |
| 2    | Vladimir Kerkez  | Sava           | a 2'59"   |
| 3    | Oleksandr Kvačuk | Cinelli-Endeka | a 4'22"   |

### 4ª tappa
- 24 marzo: Nikšić > Cettigne – 181 km

Risultati
| Pos. | Corridore         | Squadra        | Tempo    |
| ---- | ----------------- | -------------- | -------- |
| 1    | Petar Panayotov   | Bulgaria       | 5h00'02" |
| 2    | Mitja Mahorič     | Perutnina Ptuj | a 38"    |
| 3    | Anatoliy Varvaruk | Puris-Kamen    | a 51"    |

| Pos. | Corridore        | Squadra        | Tempo     |
| ---- | ---------------- | -------------- | --------- |
| 1    | Mitja Mahorič    | Perutnina Ptuj | 17h19'59" |
| 2    | Vladimir Kerkez  | Sava           | a 3'35"   |
| 3    | Oleksandr Kvačuk | Cinelli-Endeka | a 5'00"   |

## Classifiche finali

### Classifica generale
| Pos. | Corridore          | Squadra        | Tempo     |
| ---- | ------------------ | -------------- | --------- |
| 1    | Mitja Mahorič      | Perutnina Ptuj | 17h19'59" |
| 2    | Vladimir Kerkez    | Sava           | a 3'35"   |
| 3    | Oleksandr Kvačuk   | Cinelli-Endeka | a 5'00"   |
| 4    | Kristjan Fajt      | Radenska       | a 5'49"   |
| 5    | Americo Novembrini | Massi Team     | a 6'31"   |
| 6    | Anatoliy Varvaruk  | Puris-Kamen    | a 9'08"   |
| 7    | Radoslav Rogina    | Perutnina Ptuj | a 9'21"   |
| 8    | Kristijan Koren    | Sava           | a 11'41"  |
| 9    | Aleksandr Baženov  | Cinelli-Endeka | a 11'58"  |
| 10   | David Tratnik      | Radenska       | a 16'56"  |

### Classifica a punti
| Pos. | Corridore        | Squadra        | Punti |
| ---- | ---------------- | -------------- | ----- |
| 1    | Mitja Mahorič    | Perutnina Ptuj | 94    |
| 2    | Aleksej Ščebelin | Cinelli-Endeka | 52    |
| 3    | Matej Stare      | Perutnina Ptuj | 43    |
| 4    | Evgeni Panayotov | Bulgaria       | 43    |
| 5    | Vladimir Kerkez  | Sava           | 41    |

### Classifica scalatori
| Pos. | Corridore          | Squadra        | Punti |
| ---- | ------------------ | -------------- | ----- |
| 1    | Vladimir Kerkez    | Perutnina Ptuj | 29    |
| 2    | Evgeni Panayotov   | Bulgaria       | 25    |
| 3    | Americo Novembrini | Massi Team     | 23    |
| 4    | Aleksej Ščebelin   | Cinelli-Endeka | 19    |
| 5    | Mitja Mahorič      | Perutnina Ptuj | 18    |

### Classifica a squadre
| Pos. | Squadra            | Tempo      |
| ---- | ------------------ | ---------- |
| 1    | Perutnina Ptuj     | 52h24'16"  |
| 2    | Cinelli-Endeka-OPD | a 4'18"    |
| 3    | Radenska PowerBar  | a 45'13"   |
| 4    | Athleticum         | a 1h56'27" |
| 5    | Bulgaria           | a 2h16'23" |